# SCSV Takdier Boys
Le SCSV Takdier Boys est un club surinamien de football fondé le 15 août 1952.

## Palmarès
- Coupe du Suriname
  - Finaliste : 2010

- Supercoupe du Suriname
  - Finaliste : 2013